# Llista d'alcaldes de Sitges
Llista d'alcaldes de Sitges
- Vicens Galup (1820 - 1821)
- Joan Batlle i Ribot (gener del 1865 – novembre del 1868)
- Marià Robert i Soler (novembre del 1868 – desembre del 1868)
- Josep Miquel Ribot i Ferret (gener del 1869 – febrer del 1872)
- Gaietà Tarrida i Ferratges (febrer del 1872 – juny del 1881)
- Josep Amell i Llopis (juliol del 1881 – juny de 1883)
- Antoni Catasús i Ferret (juliol del 1883 – juny del 1885)
- Josep Vidal i Martí (juliol del 1885 – desembre del 1889)
- Antoni Ferrer i Robert (gener del 1890 – juny del 1891)
- Francesc Xavier de Querol i Llorens (juliol del 1891 – desembre del 1893)
- Magí Pau Cassanyes i Forment (gener del 1874 – juliol del 1874)
- Miquel Ribas i Llopis (agost del 1894 – desembre del 1901)
- Gaietà Benaprès i Mestre (gener del 1902 – desembre del 1903)
- Francesc Batlle i Gené (gener del 1904 – desembre del 1909)
- Pere Carbonell i Mestre (gener del 1910 – desembre del 1915)
- Simó Llauradó i Clarà (gener del 1916 – octubre del 1917)
- Lluís Font i Torralbas (octubre del 1917 – abril del 1918)
- Bonaventura Julià i Massó (abril del 1918 – març del 1922)
- Josep Planes i Robert (abril del 1922 – octubre del 1923)
- Isidor Cartró i Robert (octubre del 1923 – març del 1924)
- José Cordero Álvarez (març del 1924 – desembre del 1925)
- Pau Barrabeig i Bertran (desembre del 1925 – febrer del 1930)
- Josep Planes i Robert (febrer del 1930 – abril del 1931) II època
- Josep Costa i Canal (abril del 1931 – febrer del 1934)
- Salvador Olivella i Carreras (febrer del 1934 – juliol del 1936)
- Pere Curtiada i Ferrer (desembre del 1936 - gener del 1937)[2]
- Pere Bellver i Terrades (febrer del 1937 – juliol del 1937)
- Francesc Richart i Blanes (juliol del 1937 – febrer del 1938)
- Joan Santaló i Camps (març del 1938 – gener del 1939)
- Isidor Cartró i Robert (gener del 1939 – juliol del 1941) II època
- Felip Font i Soler (juliol del 1941 – maig del 1946)
- Joan Llauradó i Planas (maig del 1946 – setembre del 1947)
- Julio Martínez Ávila (setembre del 1947 – juliol del 1952)
- Antoni Almirall i Carbonell (juliol del 1952 – desembre del 1955)
- Joan Carbonell i Carbonell (desembre del 1955 – juny del 1956)
- Rafael Burguera i Dolz de Castellar (juny del 1956 – abril del 1960)
- Josep Ferret de Querol (abril del 1960 – maig del 1966)
- Josep Antoni Martínez i Sardà (maig del 1966 – octubre del 1975)
- Vicenç Ibàñez i Olivella (octubre del 1975 – octubre del 1977)
- Josep Llorens i Planas (octubre del 1977 – abril del 1979)
- Jordi Serra i Villalbí (abril del 1979 – maig del 1983)
- Josep Cots i Puigdollers (maig del 1983 – juny del 1987)
- Jordi Serra i Villalbí (juny del 1987 – juny del 1995) II època
- Pere Junyent i Dolcet (juny del 1995 – juny del 2003)
- Jordi Baijet i Vidal (juny del 2003 - juny del 2011)
- Miquel Forns i Fusté (juny del 2011 - juny del 2019)
- Aurora Carbonell i Abella (juny del 2019 - )